# Magura Wańkowa
Magura Wańkowa – masyw w Górach Sanocko-Turczańskich, o kulminacji na wysokości 630 m n.p.m., będący kontynuacją głównego pasma Gór Słonnych poza dolinę Wańkówki. Jego wybitność wynosi ok. 180 m. Wznosi się ok. 300 m nad poziom Olszanicy.
Jest wyraźnie odgraniczony od sąsiadujących pasm głębokimi, przełomowymi odcinkami rzek: od Pasma Działu (grupy Laworty) oddziela go dolina Serednicy, od południa dolina Starego Potoku. Na północy góruje nad Wańkową, a przełęczą o wysokości ok. 450 m n.p.m. oddziela się od wzgórz Wyżyny Wańkowej.
Praktycznie cały masyw pokryty jest lasem, tylko po stronie północnej, od strony Wańkowej łąki podchodzą prawie pod kulminację. 